# بشرى المقطري
بشرى فضل عبد الله المقطري كاتبة صحافية وروائية وناشطه سياسيه يمنيه حائزه على العديد من الجوائز المحلية والعالميه ومن اهمها جائزة فرانسواز جيرو للدفاع عن الحقوق والحريات من باريس  والتي فازت بها في يناير 2013 لكتابتها التي تحث على التسامح السياسي والتعاون المجتمعي وجائزة قادة من أجل الديمقراطية من واشنطن والتي فازت بها في ابريل 2013
للمدافعين عن الديمقراطية والحريات وحقوق المرأة في الشرق الأوسط. وحصلت ايضاً على جوائز في مسابقة الابداع الثقافي للجامعات العربية في ملتقى جامعة السويس عام 2000 م وغيرها. عضوه في اللجنة المركزية الحزب الاشتراكي اليمني.
اشتهرت بالدفاع عن الحقوق والحريات ومناهضة الظلم السياسي والتطرف الديني ولها العديد من المشاركات في الفعاليات الثقافية والندوات السياسية داخل اليمن وخارجه والعديد من الاصدارات الفكرية من ابرزها روايه «خلف الشمس»  التي اصدرتها في يوليو 2012م عن المركز الثقافي العربي- بيروت. تميزت بكتاباتها السياسية والاجتماعيه التي نشرت في العديد من الصحف والمجلات الرسمية والاهليه. وكان لها دور بارز في المشاركة في عمليه التغيير السياسي السلمي اثناء ثورة الشباب اليمنية وهي إحدى ثورات الربيع العربي التي قامت في اليمن عام 2011 م والتي اطاحت بنظام الرئيس علي عبد الله صالح.

## نشأتها
ولدت بشرى في مديرية المقاطرة في محافظة تعز اليمنية عام (1979) في اسره صغيره حيث عاشت جميع مراحل الطفولة والمدرسة قبل ان تلتحق بالجامعة لتتخرج منها حاصله على ليسانس في التاريخ قبل التحضير للماجستير في التاريخ القديم.

## ثورة التغيير السلمي فبراير 2011
كانت بشرى إحدى ابرز الفتيات اليمنيات اللاَتي أسهمن بدور هام وفاعـل في الإعداد والمشاركة في ثورة الشباب السلميه في فبراير 2011 حيث كان لها العديد من المشاركات في الفعاليات والاعتصامات والندوات التوعويه بالحقوق السياسية والمدنيه والمسيرات المطالبة بالتغيير السياسي في اليمن ومن أهم مشاركاتها: تأسيس ساحة الاعتصام في مدينة تعز والمشاركة في مسيرة الحياة  واقامة الندوات والامسيات السياسية والثقافيه في ساحة التغيير في العاصمة صنعاء وباقي محافظات اليمن وكتابة المقالات السياسية في الصحف والظهور الاعلامي في القنوات المحلية والاقليميه.

## اعمالها
- عضو اتحاد الأدباء والكتاب اليمنيين.[8]
- عضو الهيئة الادارية في اتحاد الأدباء والكتاب اليمنيين-تعز- من 2003-2005م.
- عضو المجلس التنفيذي في اتحاد الأدباء والكتاب اليمنيين منذ العام 2005م.
- عضو مؤسس في الجمعية اليمنية للتاريخ والحفاظ على التراث-تعز.
- رئيسة منظمة الشباب التقدمي[9]
- عضو اللجنة المركزية الحزب الاشتراكي اليمني.
- عضو لجنة محافظة تعز بالحزب الاشتراكي اليمني.
- عضو الحركة الجماهيرية للعدالة والتغيير.
- المنسق العام لحركة شباب نحو التغيير ارحل[10] أول حركة شبابية اسست في ساحة الاعتصام بتعز ودعت لاسقاط النظام في فبراير 2011 م اثناء ثورة اليمن الشبابية الشعبية السلميه
- نشرت العديد من الاصدارات الأدبية كرواية «خلف الشمس» عن المركز الثقافي العربي- بيروت ومجموعة قصصية بعنوان«أقاصي الوجع» عن منشورات اتحاد الأدباء مع مركز عبادي للدراسات والنشر.[11]
- كتبت مقالات سياسية في عدة صحف عربيه منها القدس العربي والاخبار اللبنانية والدوحة القطرية وعدد من الصحف اليومية والاسبوعية اليمنية المعارضة كـصحيفة الأولى والثوري والشارع والنداء.

تعتبر بشرى أحد ابرز المثقفين المناهضين للتطرف الديني في اليمن حيث تعرضت نتيجة لمنشوراتها لحملات التكفير والتشهير والعنف النفسي والتهديد بالقتل  ، كما تعرض منزلها لأطلاق النار أكثر من مره
نفذت عدد من البرامج والندوات السياسية والفكرية في اتحاد الأدباء وفي مؤسسة السعيد الثقافية ومؤسسة العفيف الثقافية حول ادوار المثقف وشكل الدولة والمشاركة السياسية للمرأة.
ناشطة في مجال اوضاع الفئات المهمشة ومنها النساء حيث قدمت اوراق عمل لدى عدد من المنظمات الحقوقية والاجتماعية والسياسية في اليمن وخارجه.